# KARR
| Karr                         |                                                      |
| Knight Automata Robogó Robot |                                                      |
| Gyártó                       | Knight Ipari Művek                                   |
| Alkat                        | Hátsókerék meghajtású, 2 személyes, 2 ajtós coupé    |
| Előzménye                    | ismeretlen                                           |
| Utódja                       | Knight 2000                                          |
| Motor                        | Knight Industries Turbojet                           |
| Hossz                        | 4745 mm                                              |
| Szélesség                    | 1800 mm                                              |
| Magasság                     | 930 mm                                               |
| Tömeg                        | kb. 1500 kg                                          |
| Váltó                        | 8 sebességű mikroprocesszor-vezérlésű automata váltó |
| Kormányzás                   | Módosított áttételek                                 |
| Fékek                        | Elektromágneses vákuum-lemez                         |
| Váz                          | Hármas spirálú molekuláris kötésű héj                |
| Gyorsulás                    | 0-60 mph>.2 sec turbó-rakétával                      |

KARR, vagy Karr, vagyis a Knight Automata Robogó Robot (Knight Automated Roving Robot, röviden K.A.R.R.) a Knight Rider sorozat egyik fontos negatív szereplője. A történet szerint Karr egy élő számítógép, melyet egy különleges autóba ültettek. Legfontosabb különbsége Kittel szemben, hogy nem mások, hanem saját maga védelme az elsődleges szempont számára. Ezért önző, rosszindulatú, garázda, bosszúálló. Megjelenésében ugyanolyan Pontiac Trans Am mint Kitt, ezért ő tulajdonképpen Kitt negatív ikertestvére. Külsőleg csak a részben ezüst színű karosszéria és a sárga beszédmodulátor különbözteti meg Kittől, aki teljesen fekete és modulátora piros.

## AKnight Riderelőtt
Megjegyzés: Az itt feltüntetett adatok Glen A. Larson „Trust Doesn't Rust” című könyvén, interjúkban elhangzott információkon és a sorozatokban elhangzottakon alapulnak.
Wilton Knight a washingtoni kormányhivatalok megbízása alapján egy kísérleti járművet fejlesztett ki. Ez a jármű a Trans Am 2000 volt. A kormány a járművet katonai célokra kívánta használni. Vezérléséhez Wilton kifejlesztett egy mesterséges intelligencia számítógépet, a Knight Automata Robogó Robotot, melyet beültetett az új autóba. Karr azonban önvédelemre volt programozva, így potenciálisan veszélyes volt az emberekre. Wilton így kikapcsolta és elzárta.

## A Knight Riderben

### A száguldó robot
Két hajléktalan betört a Knight Technikatörténeti Múzeumba, ahol véletlenül reaktiválták Karrt. Kitt fogta Karr telemetria-visszaverődéseit és először a saját sugárzásának tükröződését vélte ebben felfedezni. Ekkor találkozott először Kitt és Karr. Karr a két hajléktalannal, Tonyval és Revvel elhajtott és leparkolt egy sikátorban. Másnap reggel Karr hűséget esküdött a hajléktalanoknak, mivel azok szabadították ki a mélygarázsból, ahová zárták. Tony megparancsolta neki, hogy kerítsen nekik enni valamit, így Karr elvitte őket egy gyorsétterembe. Nem értve az étterem szabályzatát, Karr megdühödött és összetört egy automatát, majd elhajtott, a megérkező Michaelt pedig letartóztatták, mivel a rendőrök összekeverték Karrt Kittel.

Tony, a dörzsöltebb hajléktalan hamar rájött, hogy Karr segítségével komoly bűntényeket is végrehajthatnak. Az autót irányítva betöréses rablásokat hajtottak végre, a rendőrök pedig tehetetlenek voltak velük szemben. Karr azonban a hosszú állásidő miatt meghibásodott és szüksége volt javításokra. Tony, Rev minden ellenkezésére, elrabolta Bonnie-t, aki eleinte megpróbálta szabotálni Karrt, de nem járt sikerrel. Michael és Kitt időközben mentőakcióra indult és kiszabadították Bonnie-t, majd Karr és Tony nyomába eredtek. Karr, hogy elmenekülhessen, katapultálta Tonyt, majd a tengerpart felé indult, Kitt vele szemben haladt. Michael nem volt hajlandó elkanyarodni, Karr azonban, mivel önmaga megóvására volt programozva, elkanyarodott, lezuhant a tengerbe és két évig mindenki halottnak hitte.
Karr magyar hangja ebben a részben Konrád Antal volt.

### Karr visszatér
Két évvel később egy fiatal pár, Mandy és John találta meg a homokba temetett Karrt. John meg akarta tartani az autót, aki hamarosan manipulálni kezdte. Elhitette Johnnal, hogy vele megvalósíthatja álmait, megszerezheti a hajójavító műhelyet, ahol eddig dolgozott. A fizetség: segítenie kell Karrnak új alpha-kondenzátorokat szerezni. Karr és John betört az Alapítvány kamionjába és onnan elrabolták a keresett kondenzátorokat és a Kitt számára kifejlesztett lézerágyút. Karr ezután segít Johnnak pénzt szerezni, kifosztanak egy bankautomatát, John ellenkezése ellenére. Emellett megállítja John főnökének, a kapzsi Eddie-nek a pacemakerjét, ezáltal majdnem megölve a férfit. Eddie később meg akarja tudni, honnan szerezte John a pénzt, aki megmutatja neki Karrt. Karr és Eddie kitervelik egy páncélozott pénzszállító autó megtámadását és kifosztását, de ehhez John segítsége kell. Karr ezért elragadja Mandyt és megölésével fenyegeti Johnt, aki enged Karrnak. Így támadják meg a pénzszállítót, de, mint ez kiderül, Karr valójában nem akarja kifosztani azt. Mindez csak megrendezett színjáték, csali, hogy Michaelt és Kittet kelepcébe csalja. Michael és Kitt meg is érkezik, Karr ezután elereszti Mandyt és Johnt, majd megküzd a Michael vezette Kittel. Karr az ellopott lézerágyúval támad, melyet Kitt sikeresen kiiktat. A két autó egymásnak ront. Karr dühös elkeseredettségében még felkiált: „Ha nekem el kell pusztulnom, pusztuljatok el ti is!” Turbóhajtással felrepülnek és a levegőben összeütköznek. Karr, mivel páncélzata a sós víz hatására meggyengült, darabokra törik és ismét halottnak hiszik. Központi számítógépe azonban érintetlen marad. Karr lehet még visszatér...

## Karr funkciói
Karr az alábbi funkciókat használta a két epizódban, melyekben szerepelt. Valószínűsíthető azonban, hogy – ahogyan ezt a sorozatban is kijelentik – rendelkezik Kitt majdnem minden képességével.
- Jobb katapulttető (Auto Roof right): Felnyitja a jobb targatetőt.
- Jobb katapult (Eject Right): az anyósülésben lévő személyt katapultálja.
- Önelemző teszt (Self Diagnostical Analyzer): Karr rendszereinek automata elemzése, hibák megállapítására.
- Sötétített ablakok (Tinted Windows): Polarizálja Karr szélvédőit és oldalablakait, hogy kívülről ne legyenek átlátszóak.
- Turbóhajtás/Turbó üzemmód (Turbo Boost): Karrt a levegőbe emeli, hogy így kerüljön ki akadályokat.
- Anharmonikus szintetizátor (Anharmonic synthesiser): Karr John hangját imitálta ezzel az eszközzel.
- Audio/Video visszajátszás (Aud/Vid Playback): Karr magnókazettát játszott le.
- Lézer (Laser): Kitt ellen vetette be Karr.
- Kézivezérlés (Manual Override): Letiltja az eszközökhöz való hozzáférést a számítógép részéről.
- Mikrohullámú zavaró (Micro Jam): Elektromos áramkörök hatástalanítására használatos.
- Figyelő/Őrködő üzemmód (Surveillance Mode): Aktiválja Karr összes érzékelőjét.
- Hangszóró (Voice Projection): Karr kihangosította a hangját, mikor Michaellel beszélt.
- Símód (Ski Mode): Karrt két oldalsó kerekére állítja.